# Szalwa Kiria
Szalwa Nestoris dze Kiria (gruz. შალვა ნესტორის ძე ქირიას, ur. 10 stycznia 1912 we wsi Caiszi w powiecie zugdidzkim w guberni kutaiskiej, zm. 17 lipca 1988 w Zugdidi) – radziecki lotnik wojskowy, generał major lotnictwa, Bohater Związku Radzieckiego (1944).

## Życiorys
Do 1926 skończył 6 klas szkoły, od 1927 służył w armii, w 1930 ukończył Zakaukaską Szkołę Wojskową w Baku, a w 1932 Północnokaukaską Górską Narodową Szkołę Kawalerii w Krasnodarze. Do lutego 1934 był dowódcą plutonu kawalerii w Kijowskim Okręgu Wojskowym, w 1935 ukończył wojskową szkołę lotniczą w Orenburgu, służył w Syberyjskim Okręgu Wojskowym i na Dalekim Wschodzie jako pilot i nawigator oraz naczelnik służby spadochronowo-desantowej pułku lotnictwa bombowego. Od lipca 1941 uczestniczył w wojnie z Niemcami jako szef sztabu eskadry 37 pułku lotnictwa bombowego na Froncie Zachodnim, biorąc udział w walkach obronnych w rejonie Wielkich Łuków i Andrieapola; latem 1941 wykonał 25 lotów bojowych. 27 sierpnia 1941 został zestrzelony, wyskoczył na spadochronie. Na początku 1942 przeszedł szkolenie na pilota myśliwców w Saratowie, a w maju 1943 ukończył kursy doskonalenia kadry dowódczej Sił Powietrznych w Lipiecku i wrócił na front. Był m.in. nawigatorem i zastępcą dowódcy 427 pułku lotnictwa myśliwskiego/151 gwardyjskiego pułku lotnictwa myśliwskiego, od grudnia 1944 do kwietnia 1945 dowódcą tego pułku, później znów zastępcą dowódcy. Walczył na Froncie Woroneskim, Stepowym i 2 Ukraińskim, brał udział w bitwie pod Kurskiem, operacji biełgorodzko-charkowskiej, bitwie o Dniepr, operacji kirowohradzkiej, korsuńskiej, humańsko-botoszańskiej, jassko-kiszyniowskiej, debreczyńskiej, budapesztańskiej i wiedeńskiej. 5 lipca 1943 i 5 czerwca 1944 był ranny. Wykonał 250 lotów bojowych (w tym 25 bombowcem, a 225 myśliwcami), stoczył 64 walki powietrzne, w których strącił osobiście 27 i w grupie 2 samoloty wroga. Po wojnie służył w Południowej Grupie Wojsk i Środkowoazjatyckim Okręgu Wojskowym, w 1948 został dowódcą pułku w Zakaukaskim Okręgu Wojskowym, 1949-1951 był zastępcą dowódcy 240/119 Dywizji Lotnictwa Myśliwskiego w Grupie Wojsk Radzieckich w Niemczech, w 1951 ukończył kursy doskonalenia kadry dowódczej. Od maja 1951 do sierpnia 1953 był dowódcą 195 Gwardyjskiej Dywizji Lotnictwa Myśliwskiego w Południowej Grupie Wojsk (Węgry), od sierpnia 1953 do marca 1958 dowódcą 119 Dywizji Lotnictwa Myśliwskiego w Odeskim Okręgu Wojskowym (w Tyraspolu), od marca 1958 do czerwca 1961 dowodził 145 Dywizją Dywizji Lotnictwa Myśliwskiego w Odessie, następnie został zwolniony do rezerwy. Mieszkał w Odessie, a od 1970 w Zugdidi.

## Awanse
- starszy porucznik (22 kwietnia 1937)
- kapitan (31 lipca 1939)
- major (27 września 1943)
- podpułkownik (3 sierpnia 1948)
- pułkownik (11 maja 1951)
- generał major lotnictwa (27 sierpnia 1957)

## Odznaczenia
- Złota Gwiazda Bohatera Związku Radzieckiego (26 października 1944)
- Order Lenina (dwukrotnie, 26 października 1944 i 26 października 1955)
- Order Czerwonego Sztandaru (pięciokrotnie, 22 lipca 1943, 30 września 1943, 24 kwietnia 1944, 22 lutego 1945 i 15 listopada 1950)
- Order Wojny Ojczyźnianej I klasy (11 marca 1985)
- Order Czerwonej Gwiazdy (trzykrotnie, 12 kwietnia 1942, 3 listopada 1944 i 22 lutego 1955)

I medale.